# 영주군·봉화군
영주군·봉화군은 대한민국의 옛 국회의원 선거구이다. 당시 경상북도 영주군, 봉화군 지역을 관할했다.

## 역사
제6대 국회의원 선거를 앞두고 영주군 선거구와 봉화군 선거구가 통합되면서 신설되었다.
제8대 국회의원 선거를 앞두고 영주군 선거구와 봉화군 선거구로 분리되면서 폐지되었다.

## 역대 국회의원
| 선거   | 정당 | 정당       | 의원   |
| ------ | ---- | ---------- | ------ |
| 1963년 |      | 민주공화당 | 김창근 |
| 1967년 |      | 민주공화당 | 김창근 |

## 역대 선거 결과

### 대한민국 제6대 국회의원 선거
|  | 44.01% |

|  | 34.53% |

|  | 17.15% |

|  | 2.71% |

|  | 1.58% |

|  | 0% |

### 대한민국 제7대 국회의원 선거
|  | 59.39% |

|  | 37.75% |

|  | 1.78% |

|  | 1.06% |

|  | 0% |